# Зилахи, Золтан
Золтан Зилахи (венг. Zilahi Zoltán; 24 апреля 1904 — 10 мая 1975) — венгерский шахматист, международный арбитр по шахматной композиции (1956).

## Биография
Родился в семье портного Игнаца Циффера (венг. Ignác Ziffer) и швеи Розалии Лустиг (венг. Rozália Lustig). Его первая шахматная головоломка была опубликована в возрасте 23 лет в 1925, а в антологии, опубликованной в 1939, было записано более 500 его печатных публикаций. В 1932 женился на Кароли Поппер, дочери мясника, жил в трудовом лагере Бора. После Второй мировой войны он продолжал составлять шахматные головоломки, количество которых превысило тысячу.